# Kleiner Rotbarsch
Der Kleine Rotbarsch (Sebastes viviparus) ist ein dem als Speisefisch bekannten Rotbarsch (Sebastes norvegicus) sehr ähnlicher Meeresfisch. Er kommt im nordöstlichen Atlantik von der Küste Norwegens (Tanafjord in Finnmark bis Skagerrak), im nördlichen Teil der Nordsee, rund um Island, Rockall, die Färöer und die Shetlandinseln, an der Küste Schottlands, dem Norden Englands und Irlands. Sporadisch tritt er auch im Ärmelkanal, an der Süd- oder Ostküste Grönlands und an der Bäreninsel auf.

## Merkmale
Der Kleine Rotbarsch wird maximal 35 Zentimeter lang, bleibt für gewöhnlich aber bei einer Länge von 25 bis 30 Zentimeter. Das maximale Gewicht liegt bei einem Kilogramm. Vom Rotbarsch kann er vor allem dadurch unterschieden werden, dass alle Stacheln des Vorkiemendeckels nach hinten gerichtet sind. Seine Farbe ist leuchtend rot mit drei bis vier dunklen senkrechten Bändern auf den Flanken. In der Seitenlinienreihe (SL) zählt man 70 bis 80 Schuppen, 11 bis 13 Schuppenreihen finden sich zwischen dem Ende der Afterflosse und der Seitenlinie. Die Afterflosse besitzt drei Flossenstacheln und meist sieben Weichstrahlen.

## Lebensweise
Der Kleine Rotbarsch lebt als Schwarmfisch küstennah in einem Tiefenbereich von 50 bis 300 Metern. Er bevorzugt Regionen mit felsigem Untergrund und hält sich in den meisten Fällen zehn bis 150 Meter über dem Meeresboden auf. Im Sommer bevorzugt er tieferes Wasser. Er ernährt sich von kleinen Krebstieren und Fischen. Wie alle Sebastes-Arten ist er lebendgebärend. Im Sommer werden 10.000 bis 30.000 Fischlarven von 3 bis 4 mm Länge geboren. Die Jungfische wachsen sehr langsam. Mit einem Alter von 10 bis 15 Jahren und einer Länge von 20 cm werden sie geschlechtsreif.

## Nutzung
Die wirtschaftliche Bedeutung des Kleinen Rotbarsches ist gering.